# Steenbokskeerkring

De rode lijn geeft de Steenbokskeerkring aan.

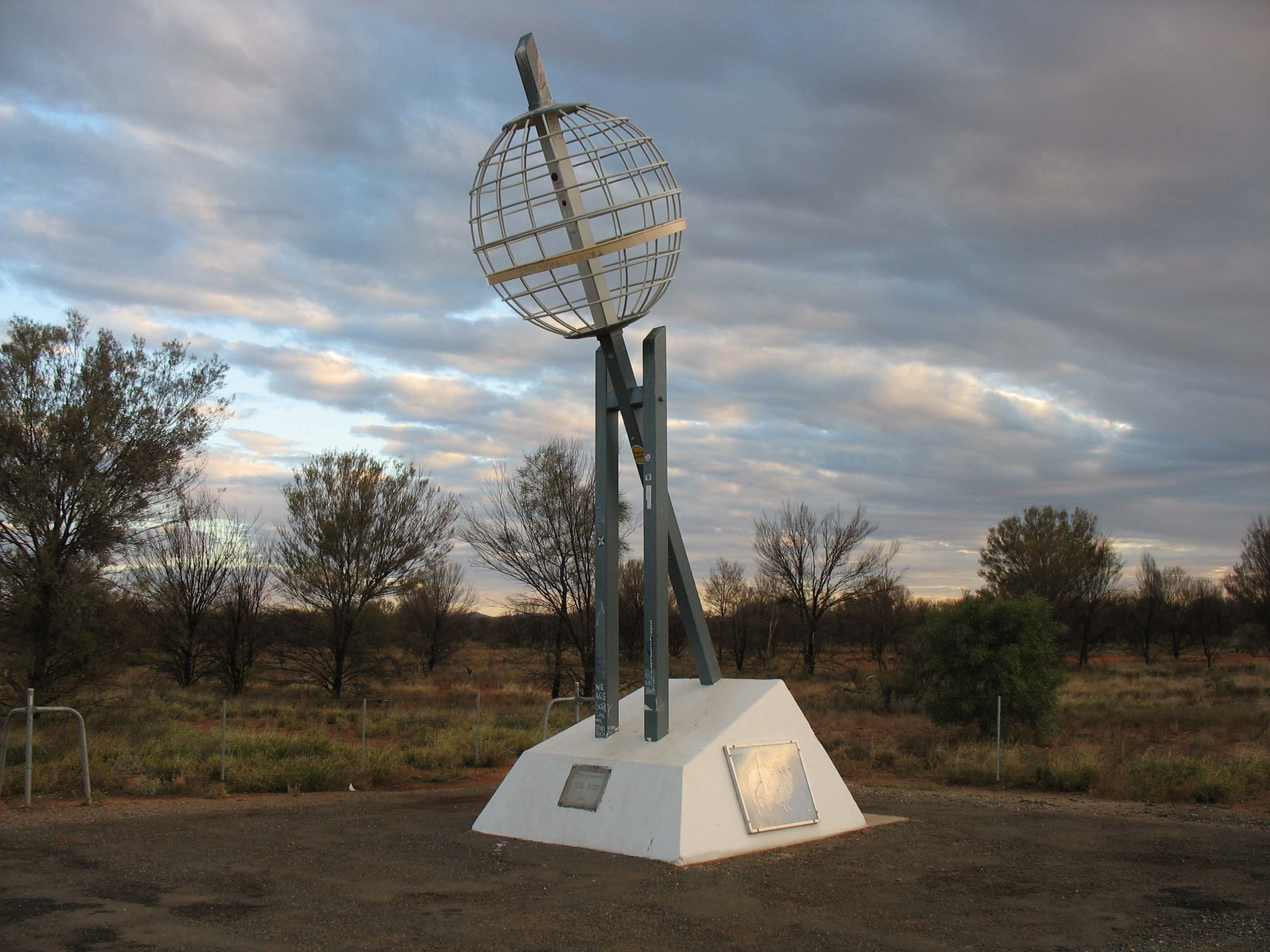
Tropic of Capricorn Monument, gelegen langs de Australische Stuart Highway net ten noorden van Alice Springs.

De Steenbokskeerkring is een bijzondere parallel, een kleincirkel rond de aarde die op ongeveer 23½° zuiderbreedte (exact: 23,439° of 23° 26′ 22″) ligt. 
De overeenkomstige breedtegraad op het noordelijk halfrond is de Kreeftskeerkring.
De naam is afgeleid van het sterrenbeeld Steenbok (Capricornus) en herinnert aan de situatie gedurende de laatste twee millennia voor het begin van onze jaartelling, toen de zon tijdens de zonnewende op de Steenbokskeerkring in het sterrenbeeld Steenbok stond. Dit is als gevolg van precessie al lang niet meer het geval: tegenwoordig staat de zon tijdens de december-zonnewende in het sterrenbeeld Boogschutter, iets waar de astrologie geen aandacht aan schenkt. De Steenbokskeerkring wordt ook wel zuiderkeerkring genoemd.
De Steenbokskeerkring markeert de hoogste breedtegraad op het zuidelijk halfrond waarop de zon in het zenit kan staan, recht boven het aardoppervlak. Dit gebeurt elk jaar rond 21 december en luidt het begin van de zuidelijke astronomische zomer in. Als gevolg van variaties in de obliquiteit van de Aarde verschuift de Steenbokskeerkring door de eeuwen heen, in een cyclus van ongeveer 41.000 jaar. De Steenbokskeerkring zal zich de komende 9800 jaar zeer langzaam naar het noorden verplaatsen totdat hij rond het jaar 11800 n.Chr. op ongeveer 22,6° zuiderbreedte ligt. Tijdens het laatste maximum, zo'n 10700 jaar geleden, lag de Steenbokskeerkring op 24,4° zuiderbreedte.
De Steenbokskeerkring loopt door de volgende landen:
- Chili
- Argentinië
- Paraguay
- Brazilië
- Namibië
- Botswana
- Zuid-Afrika
- Mozambique
- Madagaskar
- Australië
- Frans-Polynesië

Evenaar · Poolcirkel · Noordpoolcirkel · Zuidpoolcirkel

Keerkring · Kreeftskeerkring · Steenbokskeerkring